# Hydrobia truncata
Hydrobia truncata är en snäckart som först beskrevs av Vanatta 1924.  Hydrobia truncata ingår i släktet Hydrobia och familjen tusensnäckor. Inga underarter finns listade i Catalogue of Life.